# Gusans

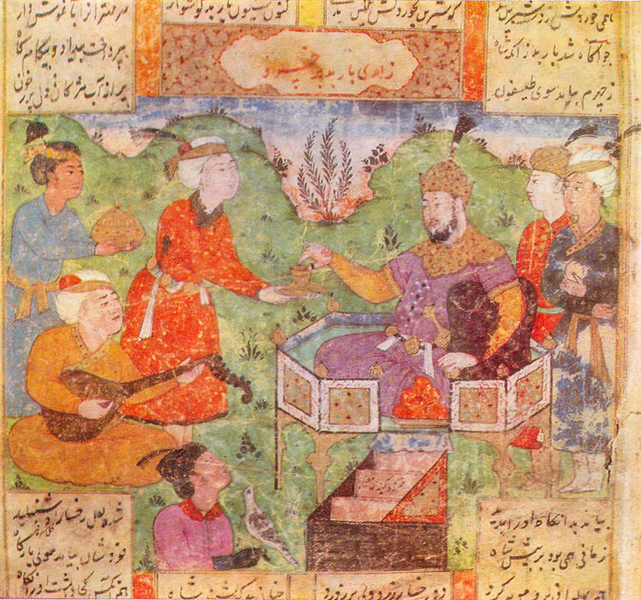
Barbad, gusan du Moyen-Âge, jouant devant Khosrow II.

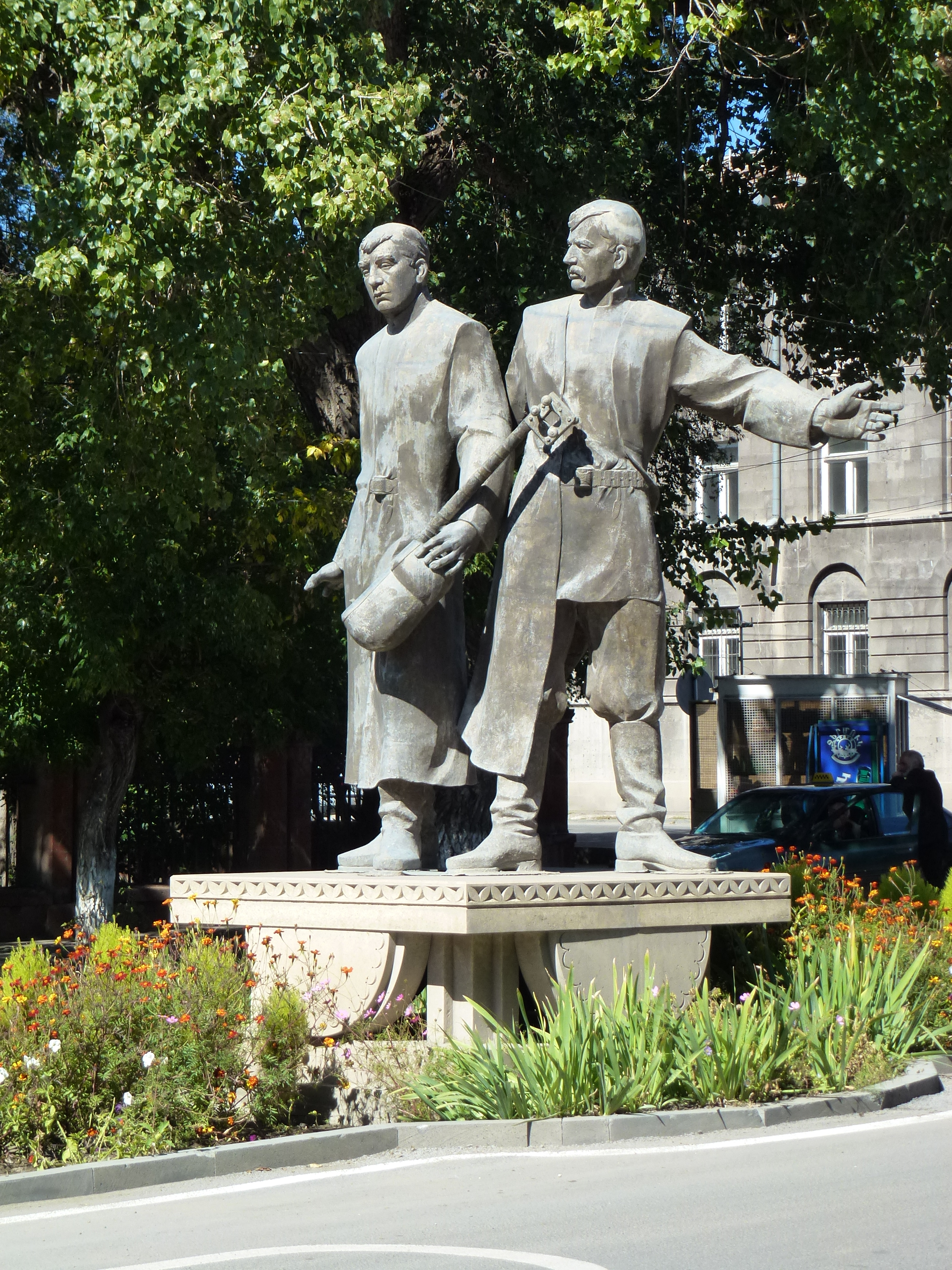
Statue de deux gusans à Gyumri, représentant Sheram et Jivani.

Les gusans (arménien : գուսան; parthe pour « musicien-poète ou troubadour ») étaient des artistes créatifs du spectacle - chanteurs, instrumentistes, danseurs, conteurs, acteurs professionnels du folklore dans les théâtres publiques de Parthie et dans l'Arménie antique et médiévale.
En Arménie, le terme gusan est souvent utilisé comme synonyme d'ashugh, poète-chanteur et barde,.

## Étymologie
Le mot gusan est mentionné pour la première fois dans les premiers textes arméniens du Ve siècle, tels que Fauste de Byzance, Moïse de Khorène, etc. En langue perse la première preuve connue vient de Vis o Rāmin par Fakhruddin As'ad Gurgani au XIe siècle. Il a été pensé d'abord que cela était un nom propre. Cependant au XIXe siècle, Kerovbe Patkanian l'a identifié comme un nom commun signifiant probablement « musicien », et suggère qu'il est un terme persan obsolète, que l'on trouve actuellement sous la forme d'un mot d'emprunt en Arménien. En 1934, Harold Walter Bailey fait lie l'origine du mot à la langue Parthe. D'après l'opinion de Hrachia Acharian, le mot a été emprunté du Parthe depuis l'Arménien govasan « louangeur », puis emprunté à nouveau en Arménine comme gusan. Le mot est attesté en Parthe manichéen comme gwsʾn. Pour une recherche linguistique approfondie du mot, voir gwsʾn.

## Histoire

### Dans l'Iran Parthes et Sassanide
La musique et la poésie constituaient une partie essentielle de la culture de la Parthie, servant comme indicateur important d'appartenance à une société séculière de la Pathie antique. Il n'est pas connu des sources anciennes comment les gusans parthes étaient formés, mais la prédominance de la transmission héréditaire de professions en Iran antique rend possible la transmission de l'éducation familiale et le transfert de connaissances des pères aux enfants. Les historiens pensent que chaque clans féodaux avaient leurs propres troubadours qui connaissaient l'histoire et les traditions du clan et le glorifiaient dans leurs travaux.
Les gusans jouissaient de grands privilèges et d'autorité dans la société iranienne antique. D'après des sources iraniennes médiévales, pas un seul grand évènement ne se passait sans eux. L'art des gusans atteignit un point central de développement durant l'Empire Sassanides. L'un des gusans les plus connus de l'époque sassanite était Barbad.
L'influence parthes a laissé des traces visibles dans certains aspects de la culture Arménienne. Ainsi, les gusans mentionnés par les auteurs arméniens sont une réplique des gusans parthes. Mary Boyce pense que l'influence de la culture parthes était si forte dans la région, en particulier en Arménie, qu'il est plausible que les gusans parthes aient influencé non seulement le nom mais aussi l'art arménien.

### En Arménie

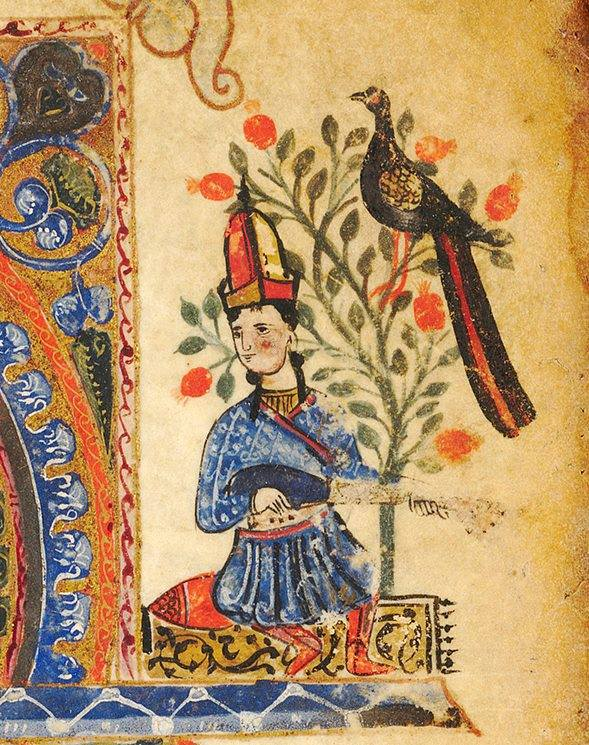
Gusan arménien médiéval à Ani.

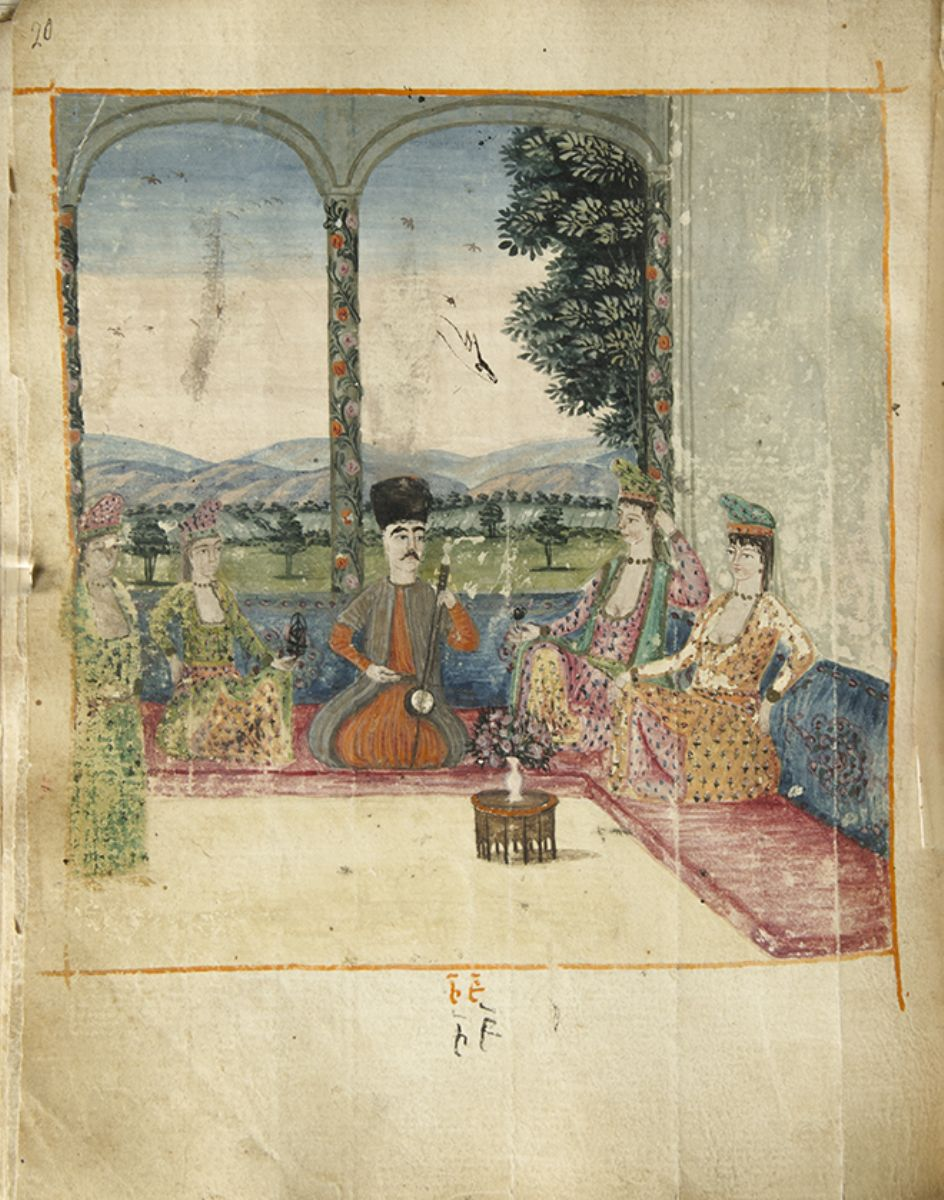
Naghash Hovnatan, ashugh arménien de Gogthn a qui est attribué le passage de la poésie lyrique médiévale arménienne à la nouvelle école des troubadours arméniens.

L'origine des chansons arméniennes religieuses et séculières ainsi que de leurs homologues instrumentaux prend place en des temps immémoriaux. Les chansons émergent de nombreuses expressions de l'art folklorique arménien tels que des rituels, des pratiques religieuses et des performances mythologiques sous la forme de musique, de poésie, de danse, et de théâtre. Les artistes de ces formes d'expression, affinant progressivement leurs compétences et développant les aspects théoriques, ont ainsi créé une tradition artistique. Dans l'Arménie antique, les musiciens qui étaient désignés comme vipasans (conteurs) apparaissaient dans les sources historiques dès le premier millénaire avant l'an 0. Les vipasans ont élevé l'art de la chanson et de la musique séculières à un nouveau niveau.
Au fil du temps, les vipasans ont été remplacés par les « govasans », que l'on connaitra plus tard sous le nom de « gusans ». L'art de ces derniers est l'une des manifestations les plus importantes de la culture arménienne, laissant des traces indélébiles dans la conscience et la vie spirituelle du peuple. Les gusans, cultivant cette forme d'art particulier, ont créé des œuvres monumentales dans les genres lyrique et épique, ainsi enrichissant l'héritage culturel national et international (on peut citer comme exemples l'épopée héroïque David de Sassoun et une série de poèmes lyriques - hairens).
Au début du Moyen-Âge le mot gusan était utilisé comme équivalent au mot du grec classique mimos (mime). Il y avait deux types de gusans :
- le premier venait de dynasties aristocratiques (seigneurs féodaux) et performaient en tant que musiciens professionnels.
- le deuxième groupe était composé de gusans populaires, mais analphabètes.

Les gusans portaient de cheveux longs, brossés et coiffés dans un cône dans le but de ressembler à la « queue » d'une comète. Cette coiffure était soutenue par un « gisakal » placé en dessous, qui était le prototype d'« onkos » - un triangle placé sous la perruque de tragédiens antique.
Les gusans étaient quelques fois critiqués et quelques fois loués, particulièrement dans l'Arménie médiévale. L'adoption du Christianisme a eu des impacts sur les troubadours arméniens, altérant graduellement son orientation idéologique et son éthique. Cela a mené à l'éventuel remplacement des gusans par les ashughs,.
Le centre des gusans était Goghtn gavar - une région dans la province Vaspourakan du Royaume bagratide d'Arménie et longé par la province de Syunik.